# Tacuzó Išikawa
Tacuzó Išikawa (japonsky: 石川 達三; 2. července 1905 v Jokote (横手市) (prefektura Akita) - 31. ledna 1985 v Tokiu) byl japonský spisovatel, první nositel Akutagawovy ceny, která mu byla udělena v roce 1935 za román „Sóbó (蒼氓 Publikum)“, který v roce 1937 Hisatora Kumagai zfilmoval.

## Život a dílo
Tacuzó Išikawa se narodil v městysu Jokote v okrese Hiraka (平鹿郡) (nyní město Jokote (横手市)). Otec (v době narození Tacuzóa) vyučoval angličtinu na Jokotské střední škole. Jak bývalo v Japonsku zvykem, učitelé bývali překládáni na různá místa, a tak rodina postupně přesidlovala dále do Ói-mači v okrese Ebara (nyní spadá pod čtvrť Šinagawa (品川) v Tokiu, dále do městysu (nyní velkoměsto) Takahaši (高梁) v okrese Džóbó v prefektuře Okajama, do samotné Okajamy a tak dále. V roce 1914 (když mu bylo 9 let) mu zemřela maminka. V roce 1915 se jeho otec podruhé oženil. Střední školu začal studovat na okajamské prefekturní střední škole v Takahaši, ale kvůli stěhování maturoval na střední škole „Kansai“ v Okajamě. V roce 1927 nastoupil do Fakulty literatury Univerzity Waseda, kde studoval obor anglické literatury, kvůli špatnému prospěchu předčasně studia opustil a měl zaplatit odstupné. V té době získal v soutěži cenu za román; tuto cenu vyhlásila Ósacká redakce novin Asahi šimbun (朝日新聞). Kvůli tomu odstupnému v roce 1930 odcestoval do Brazílie, kde pracoval na farmě. Po vícero měsících se vrátil zpět do Japonska a opakovaně nastoupil studium na Univerzitě Waseda. Tehdy napsal další román. Tacuzó Išikawa získal Akutagawovu cenu za román Sóbó (蒼氓 Publikum), který napsal pod dojmem zkušeností z Brazílie; napsal jej anonymně, když byl román nominován na cenu, k autorství se přihlásil a jako první v roce 1935 Akutagawovu cenu získal. V roce 1936 se oženil.

### Seznam tvorby
- Saikin Nanbei órai-ki (最近南米往来記 Nejnovější zápisky z cest po Jižní Americe) - 1931
- Sóbó (蒼氓 Publikum) - 1935
- Šinkaigjo (深海魚 Hlubokomořská ryba) - 1936
- Kahi kataki taka (飼ひ難き鷹 Těžko chovatelný jestřáb) - 1937
- Hikage no mura (日蔭の村 Vesnice ve stínu) - 1937
- Hi no bara - šinšósecu senšú (炎の薔薇 新小説選集 Ohnivá růže - antologie nových románů) - 1938
- Andore no haha (あんどれの母 Andreho matka) - 1938
- Rjúri (流離 Potulka) - 1938
- Kekkon no seitai (結婚の生態 Život v manželství) - 1938
- Wakaki hi no rinri (若き日の倫理 Morálka mládí) - 1939
- Čie no aokusa (智慧の青草 Trávník moudrosti) - 1939
- Kunfú - džisen sakuhinšú (薫風 自選作品集 Voňavý vítr - vlastní výběr tvorby) - 1940
- Mómoku no šisó (盲目の思想 Slepcovy myšlenky) - 1940
- Tenraku no šišú (転落の詩集 Úpadek - sbírka básní) - 1940
- Hana no nai kisecu (花のない季節 Roční období, kdy nekvetou květiny) - 1940
- Džinsei gačó (人生画帖 Náčrt lidského života) - 1940
- Bukan sakusen (武漢作戦 Operace Wu-chan) - 1940
- Daiči to tomoni ikin (大地と共に生きん S Daičim se nedá žít) - 1940
- Ai no araši (愛の嵐 Bouře lásky (do angličtiny: The night porter)) - 1940
- Šito gjóden (使徒行伝 Skutky apoštolů) - 1941
- Akamuši-tó nišši (赤虫島日誌 Zápisky z ostrova pakomárů) - 1943
- Ikite iru heitai (生きてゐる兵隊 Vojáci, kteří přežili) - 1945
- Šin'en (心猿 Zanícení) - 1946
- Nozominaki ni arazu (望みなきに非ず Ztracené naděje) - 1947
- Roman no zantó (ろまんの残党 Zbytky strany „Roman“) - 1947
- Bokei kazoku (母系家族 Matriarchální rodina) - 1948
- Išikawa Tacuzó senšú (石川達三選集 Antologie Tacuzó Išikawy) - 1948/9
- Fúsecu (風雪 Vánice) - 1948
- Kófuku no genkai (幸福の限界 Limity štěstí) - 1948
- Gunmó (群盲 Zaslepené masy) - 1949
- Kokoro no nidži (心の虹 Duha srdce) - 1949
- Šosai no júucu (書齋の憂鬱 Deprese studovny) - 1949
- Doro ni mamirete (泥にまみれて Zmazaný bahnem) - 1949
- Kurai nageki no tani (暗い歎きの谷 Údolí ponurých nářků) - 1949
- Kaze ni sojogu aši (風にそよぐ葦 Ve větru šelestící rákos) - 1950/1
- Furuki izumi no hotori (古き泉のほとり Okolí starých zřídel) - 1950
- Kamisaka Širó no hanzai (神坂四郎の犯罪 Zločin Širó Kamisaky) - 1950
- Bara to ibara no hosomiči (薔薇と荊の細道 Úzká stezka od růže k trnům) - 1952
- Saigo no kjówakoku (最後の共和国 Poslední republika) - 1953
- Aoiro kakumei (青色革命 Modrá revoluce) - 1953
- Čidžó no tomi (地上の富 Pozemské bohatství) - 1953
- Dare no tame no onna (誰の為の女 Komu dobrá ženská) - 1954
- Omoide no hito (思ひ出の人 Přemýšlející člověk) - 1954
- Aku no tanošisa (悪の愉しさ Příjemnost zla) - 1954
- Fuan no rinri (不安の倫理 Nejasná etika) - 1955
- Džibun no ana no naka de (自分の穴の中で Z vnitřku vlastní jámy) - 1955
- Kódžin (巷塵 Světská špína) - 1955
- Oja širazu (親知らず Rodiče neznámí) - 1955
- Jondžúhassai no teikó (四十八歳の抵抗 Čtyřicetiosmiletý rezistent) - 1956 (zfilmováno v roce 1956)
- Akudžo no šuki (悪女の手記 Zápisky zlé ženy) - 1956
- Džijú šidžin (自由詩人 Svobodný básník) - 1956
- Išikawa Tacuzó sakuhinšú (石川達三作品集 Antologie tvorby Tacuzó Išikawy) - 1957/8
- Joru no curu (夜の鶴 Noční jeřábi) - 1957
- Ningen no kabe (人間の壁 Zeď mezi lidmi) - 1958/9
- Kocuniku no rinri (骨肉の倫理 Etika lidí z masa a kostí) - 1959
- Nosodači no hato (野育ちの鳩 Zdivočelí holubi) - 1960
- Watakuši no šósú iken (私の少数意見 Moje minoritní/dětinské názory) - 1960
- Atama no naka no jugami (頭の中の歪み Pokřivení v mé hlavě) - 1960
- Gendai čisei zenšú nidžú roku (現代知性全集26 Souhrnná sbírka intelektuální tvorby [autora]) - 1960
- Mitasareta seikacu (充たされた生活 Spokojený život) - 1961
- Bokutači no šippai (僕たちの失敗 Naše selhání) - 1962
- Ai no owari no toki (愛の終りの時 Čas, kdy láska končí) - 1962
- Kizudarake no sanga (傷だらけの山河 Zjizvené hory a řeky) - 1964 (zfilmováno roky 1964)
- Júwaku (誘惑 Pokušení) - 1964
- Osanakute ai 'o širazu (稚くて愛を知らず Neznat nezralou lásku) - 1964
- Wataši hitori no wataši (私ひとりの私 Moje jediné já) - 1965
- Hana no ukikusa (花の浮草 Květ okřehku) - 1965
- Šareta kankei (洒落た関係 Vztah, převedený do žertu) - 1965
- Watakuši no džinsei annai (私の人生案内 Můj průvodce životem) - 1966
- Kinkanšoku (金鐶蝕 Prstencové zatmění Slunce) - 1966 (roku 1975 zfilmováno)
- Jakusokusareta sekai (約束された世界 Slíbený svět) - 1967
- Seišun no satecu (青春の蹉跌 Nezdary mládí) - 1968
- Kokoro ni nokoru hitobito (心に残る人々 Lidé, kteří se vepsali do duše) - 1968
- Tanošikariši tošicuki (愉しかりし年月 ) - 1969
- Ano otoko ni kanšite (あの男に関して Ve vztahu s oním mužem) - 1969
- Keikenteki šósecuron (経験的小説論 Zkušenostní přednáška o románu) - 1970
- Sakučú džinbucu (作中人物 Mezi tvůrčími osobnostmi) - 1970
- Hiraki sugita tobira (開き過ぎた扉 Dveře dokořán) - 1970
- Džinsei no bungaku' (人生の文学 Literatura o lidském životě) - 1970
- Kaihósareta sekai (解放された世界 Uvolněný svět) - 1971
- Watakuši no šúi ・ Seikacu no naigai (私の周囲・生活の内外 Moje okolí ・ Nitro a vnějšek života) - 1971
- Gendai no kangaekata to ikikata (現代の考え方と生き方 Soudobý způsob uvažování a života) - 1971
- Nagarejuku hibi (流れゆく日々 Toulavé dny) - 1971 - 1977 (sedmidílný)
- 1972 - 1974 - Antologie díla
- Džinbucu tembjó (人物点描 Skica osobnosti) - 1972
- Džijú to rinri (自由と倫理 Svoboda a etika) - 1972
- Sono saigo no sekai (その最後の世界 Ten poslední svět) - 1974
- Ningen to ai to džijú (人間と愛と自由 Člověk, láska a svoboda) - 1975
- Ikiru tame no džijú (生きるための自由 Svoboda pro život) - 1976
- Seišun no kidžucu (青春の奇術 Iluzionismus mladých) - 1976
- Džidai no nagare to tomo ni (時代の流れとともに Spolu s plynutím věků) - 1977
- Fušin to fuan no kisecu (不信と不安の季節に Období nejistot a nejasností) - 1977
- Hitorikiri no sekai (独りきりの世界 Samotářský svět) - 1977
- Hóisareta Nihon (包囲された日本 Obklíčené Japonsko) - 1979
- Šó no muši ・ dai no muši (小の虫・大の虫 Malý červ ・ velký červ) - 1979
- Mottomotto džijú 'o… (もっともっと自由を… Víc a více svobody…) - 1979
- Šičinin no teki ga ita (七人の敵が居た Bylo sedm nepřátel) - 1980
- Hošizora (星空 Hvězdná obloha) - 1981
- Uragaeši no šózó (裏返しの肖像 Stranově obrácený portrét) - 1981
- Sono ai wa son ka toku ka (その愛は損か得か Je ta láska zhouba nebo zisk?) - 1982
- Hazukašii hanaši ・ sono ta (恥かしい話・その他 Zahanbený rozhovor ・ jiné) - 1982
- Wakamonotači no eredží (若者たちの悲歌 Elegie mladých) - 1983
- Inoči no omomi (いのちの重み Těžkosti života) - 1983